# The Rabbit Trap
The Rabbit Trap est un film américain réalisé par Philip Leacock, sorti en 1959.

## Synopsis
Un modeste employé d'entreprise en construction réussit à tenir tête à son patron afin d'obtenir des jours de congés pour passer du temps avec son fils et les lapins qu'ils piègent.

## Fiche technique
- Titre : The Rabbit Trap
- Réalisation : Philip Leacock
- Scénario : J.P. Miller (en)
- Production : Harry Kleiner
- Musique : Jack Marshall
- Photographie : Irving Glassberg
- Montage : Ted J. Kent
- Pays de production : États-Unis
- Format : Noir et blanc - 1,66:1 - Mono
- Genre : Drame
- Durée : 72 minutes
- Date de sortie : 1959

## Distribution
- Ernest Borgnine : Eddie Colt
- David Brian : Everett Spellman
- Bethel Leslie : Abby Colt
- Kevin Corcoran : Duncan Colt
- Don Rickles : Mike O'Halloran
- Russell Collins : Hughie Colt